# Kachnal Gosain
Kachnal Gosain is een census town in het district Udham Singh Nagar van de Indiase staat Uttarakhand. 

## Demografie
Volgens de Indiase volkstelling van 2001 wonen er 4.199 mensen in Kachnal Gosain, waarvan 57% mannelijk en 43% vrouwelijk is. De plaats heeft een alfabetiseringsgraad van 72%. 